# GlobalFoundries
GlobalFoundries Inc. — транснациональная компания, занимающаяся контрактным производством полупроводниковых интегральных микросхем. GlobalFoundries была создана в 2009 году на основе производственного подразделения компании AMD, затем расширена путём слияния в 2010 году с сингапурской компанией Chartered Semiconductor Manufacturing. Формально зарегистрирована на Каймановых островах (Ugland House), штаб-квартира расположена в городке Мальта, штат Нью-Йорк, США. Ключевой акционер — Mubadala Investment Company (85,7 % акций).

## История
В 2009 году AMD объявила о намерении продать свой полупроводниковый бизнес и стать бесфабричной компанией. 4 марта 2009 года Advanced Technology Investment Company (ATIC), фонд в составе инвестиционной группы Mubadala правительства Абу-Даби, приобрёл контрольный пакет акций этого подразделения, которое получило название GlobalFoundries; его штаб-квартира разместилась в Калифорнии. Первоначально производственные мощности состояли из полупроводникового завода в Дрездене (Германия) и проекта завода в Мальте (Нью-Йорк). В 2010 году была поглощена сингапурская полупроводниковая компания Chartered Semiconductor Manufacturing.
В марте 2012 года ATIC выкупил у AMD оставшуюся долю 8,8 %.
В 2015 году за 1,5 млрд долларов было куплено подразделение микроэлектроники IBM с заводами в штатах Нью-Йорк и Вермонт. В 2017 году был открыт завод в Мальте (Нью-Йорк), туда же была перенесена штаб-квартира.
Согласно информации TrendForce на конец 2017 года, GlobalFoundries была вторым по объёму контрактным производителем микросхем с долей рынка 9,4 %. На первом месте была TSMC (55,9 %), на третьем — United Microelectronics Corporation (8,5 %).
В 2017 году началось строительство завода в Чэнду (КНР), он был открыт в 2018 году, однако в 2020 году GlobalFoundries вынуждена была остановить его работу из-за убытков. В 2023 году завод купила китайская группа Hua Hong Semiconductor в партнёрстве с автопроизводителем BYD.
В ноябре 2021 года компания провела размещение своих акций на бирже Nasdaq. В конце 2022 года был продан пятый завод, располагавшийся в Ист-Фишкилл (штат Нью-Йорк), он имел производительность 140 тысяч 300-мм пластин в год.

## Деятельность
Выручка за 2022 год составила 8,1 млрд долларов, из них 60 % пришлось на США, на Европу, Ближний Восток и Африка — 15 %, другие регионы — 25 %.
Крупнейшими клиентами компании в 2022 году были AMD, Cirrus Logic, Infineon, Marvell Technology, MediaTek, NXP Semiconductors, Qorvo, Qualcomm, Samsung Electronics и Skyworks Solutions. Основной поставщик субстрата (пластин кремния на изоляторе) — французская компания Soitec. За 2022 год было произведено 2,5 млн полупроводниковых пластин (в эквиваленте 300-мм пластин).
GlobalFoundries принадлежат 4 завода по производству микросхем на 200-мм и 300-мм кремниевых пластинах:
- Берлингтон (Вермонт, США) — 231 тысяч пластин в год, техпроцесс 90—180 нм, 2000 сотрудников;
- Мальта (Нью-Йорк, США) — 390 тысяч пластин в год, техпроцесс 12—14 нм (FinFET), 2500 сотрудников;
- Дрезден (Германия) — 650 тысяч пластин в год, техпроцесс 22/28 нм — 55 нм, 3500 сотрудников;
- Сингапур — 1,06 млн пластин в год, техпроцесс 40—600 нм, 3900 сотрудников.

Компания обладает тремя группами техпроцессов: Super High Performance (SHP), Low Power/Super Low Power (LP/SLP), High Performance (HP, Generic). Имеет производство уровня до 14 и 12 нм.
Ею производится APU Xenon для игровой консоли седьмого поколения Xbox 360 S.